# 第1回日米大学野球選手権大会日本代表
第1回日米大学野球選手権大会日本代表（だい1かいにちべいだいがくやきゅうせんしゅけんたいかいにほんだいひょう）は、1972年7月8日から18日にかけて行われた、初の日米大学野球選手権大会に出場するために選出された日本選手団をいう。
この大会は学生レベルで国際的な野球大会に初めて日本が参加するということで注目を集め、皇太子明仁親王（明仁上皇）が国内のスポーツ大会で初めて始球式を行ったことでも話題となった（第1戦）。

## 日本チーム
所属や学年は選出当時
| 位置         | 氏名       | 所属                   | 学年 |
| ------------ | ---------- | ---------------------- | ---- |
| 団長         | 外岡茂十郎 | 日本学生野球協会副会長 |      |
| 副団長       | 金子文六   | 日本学生野球協会理事   |      |
| 総監督       | 石井藤吉郎 | 早稲田大学監督         |      |
| 監督         | 達摩省一   | 関西大学監督           |      |
| コーチ       | 大戸洋儀   | 慶應義塾大学監督       |      |
| コーチ       | 宮井勝成   | 中央大学監督           |      |
| マネージャー | 吉川登     | 中央大学               |      |
| マネージャー | 小橋英明   | 早稲田大学             |      |
| 投手         | 山口高志   | 関西大学               | 4年  |
| 投手         | 森部繁幸   | 名城大学               | 2年  |
| 投手         | 藤田康夫   | 中央大学               | 4年  |
| 投手         | 萩野友康   | 慶應義塾大学           | 4年  |
| 投手         | 中村憲史朗 | 立教大学               | 3年  |
| 投手         | 上田芳央   | 明治大学               | 3年  |
| 捕手         | 米谷延夫   | 近畿大学               | 4年  |
| 捕手         | 中沢邦男   | 日本大学               | 4年  |
| 捕手         | 田中昭雄   | 関西大学               | 3年  |
| 内野手       | 山本功児   | 法政大学               | 3年  |
| 内野手       | 坂口雅久   | 立教大学               | 3年  |
| 内野手       | 吉沢敏雄   | 慶應義塾大学           | 4年  |
| 内野手       | 東門明     | 早稲田大学             | 2年  |
| 内野手       | 山口円     | 関西大学               | 4年  |
| 内野手       | 山下大輔   | 慶應義塾大学           | 3年  |
| 外野手       | 生田啓一   | 中京大学               | 3年  |
| 外野手       | 長崎慶一   | 法政大学               | 4年  |
| 外野手       | 伊達泰司   | 法政大学               | 4年  |
| 外野手       | 池田和雄   | 慶應義塾大学           | 4年  |
| 外野手       | 藤波行雄   | 中央大学               | 3年  |

## 対戦成績
- 第1戦（7月8日、神宮）　日本 6-3 アメリカ
- 第2戦（7月9日、神宮）　アメリカ 11-1 日本
- 第3戦（7月13日、岡山県営球場）　日本 5-4 アメリカ　（延長11回）
- 第4戦（7月16日、中日球場）　日本 4-3 アメリカ
- 第5戦（7月17日、神宮）　アメリカ 3x-2 日本　（延長13回）
- 第6戦（7月18日、神宮）　アメリカ　5-3　日本
- 第7戦（7月18日、神宮）　日本 3-0 アメリカ
通算4勝3敗で日本の優勝[1]。

## その他
- 第2戦で頭部に送球を受けた東門明（早大）が死亡する事故が発生した[1]。その後の大会では、東門がこの大会でつけた背番号13は日本代表の永久欠番となった。